# Селецький Кирило
О. Кири́ло Селе́цький (29 березня 1835, Підбуж — 28 квітня 1918, Цеблів) — український греко-католицький священник, письменник, публіцист, активний громадський діяч. Служив у Перемиській Єпархії УГКЦ, співзасновник першого жіночого апостольського монашого згромадження в Галичині: Згромадження сс. Служебниць Пречистої Діви Марії (1892) та засновник Згромадження Сестер св. Йосифа Обручника Пречистої Діви Марії (1898).
Засновник першої захоронки для дітей у Галичині, у Жужелю Сокальського повіту в 1893 р. Написав першу читанку для українських родин у 1868 р. «Своя Хата». Переклав на українську мову катехизм. Тісно співпрацював із товариством «Просвіта», для якого написав ряд своїх творів.

## Біографія
Кирило Селецький народився 29 березня 1835 р. в Підбужі біля Самбора. Походив із давнього роду української шляхти. Батько, Михайло, був учителем, а мати, Іванна — опікувалася дітьми.
Від 1843 року родина Селецьких проживала в Самборі, де Кирило вчився в Самбірській головній школі. Пізніше він вчився в Самбірській гімназії, а після успішно складеної матури розпочав богословські студії у Львівському університеті. Три роки вчився в Генеральній Духовній семінарії у Львові, на четвертому році перейшов до семінарії в Перемишлі.
Після закінчення семінарії Кирило одружився з Емілією, донькою о. Миколая Івасівки та після шести років спільного життя Емілія померла. Отець Кирило залишився з двома донечками, старша Оленка також після тяжкої недуги померла, а молодша виховувалась у сестер Василіянок у Яворові.
8 січня 1860 р. Кирило прийняв священничі свячення з рук владики Григорія Яхимовича (1792—1863), єпископа Перемиської єпархії. Протягом 14-ти років не міг отримати парафії, жив досить скромно. Був вікарієм та адміністратором у Старій Солі, у Биличі Горішні, у Мількові, у Любачеві, у Вороблику Королівському, у місті Яворові.
Врешті в 1874 році став парохом у с. Жужіль поблизу Белза і приєднаної до неї парафії с. Цеблів. Тут він вміло провадив людей до Бога аж до своєї смерті.
Помер 28 квітня 1918 р.

## Релігійна діяльність
Свою діяльність о. Кирило розпочав від віднови релігійного життя парафії. Отець Кирило усвідомлював своїм вірним, що вони мусять шанувати свою Літургію. Між іншими на цю тему написав таке: «Таку превелику почесть у всъх свътлых Славян має наше Богослуженіє, котре неразь ми сами не умьємь ушанувати, та недбальствомь нашим профануєм и недругам нашим вь погорду даємо! Дай Боже, щоби се вже разь устало и щоби вь дусь вьри с належитимь достоиньством велике дьйствіє Богослужебне совершалося».
Отець Кирило як добрий Пастир (Лк. 9:10–16) турбувався про своїх вірних і боронив їх перед кожним злим впливом. У відповідь на передвиборну аґітацію одного з членів Радикальної партії в Жужелю так писав: тож прошу най прийме то до відомості, що парохіяни мои єдино и виключно церквь своєй святой, котра протверезила ихь и научила праведно жити.
Краса храму, а особливо порядок на зовні як і в середині святині, за словами отця Кирила, свідчать про релігійне розположення душпастира. Се єсть правда котрои ніхто не опрокине: бо де нема замилованя красоти Божого дому там мусить бракувати респекту и для Бога и для Єго закону там душа любуєся в пороках. В Жужелі закінчив будову, подбав за іконостас і розписи стін у церкві; упорядкував вистрій цеблівської церкви. Отець подивляв чистоту єрусалимських святинь і писав, що бруд і нехлюйство в церкви святой се превелика зневага, яку дьлаєм Тому, котрий єсть святий і вь св. Євхаристіи на престоль утаєний. Ординарій Перемиської єпархії, владика Константин Чехович, під час канонічної візитації в парафіях Жужель і Цеблів 25 травня 1905 р. застав всюди взірцевий лад і порядок. Як ревний душпастир отець Селецький розумів, що естетичний вигляд, охайність і краса Божих церков прив'язує до себе вірних та розбуджує в них духа побожності.
Від 2 пол. XIX ст. чисельно зорганізовані акції тверезості латинської церкви стали прикладом і поштовхом для поширення цієї діяльності і серед греко-католицького духовенства. Звичайно, що і перед тим греко-католицькі парохи поборювали в народі пияцтво. Однак, до зорганізованого руху дійшло в 1870-х роках за правління митрополита Йосифа Сембратовича. Як читаємо в Прапорі духовенство постановило відродженє народу через єго отверезенє (…) християнський похід у народі против пияченню.
Отець Кирило не міг бути бездіяльним коли корчма позбавляла тисячі народу Царства Небесного, адже спиячені українці могли затратити своє майбутнє. В 1874 р. в обидвох селах Жужель і Цеблів застав страшний занепад. За допомогою місцевого вчителя Геруса негайно заложив Брацтва тверезості. Отець дбав про поширення освіти серед сільського населення. Сам був освіченим священиком. Добре знав латинську, французьку і німецьку мови. Він бачив, що люди праці мусять здобувати освіту. Тому заложив у своїх парафіях читальні, де мешканці села могли безплатно випозичати книжки. Читальні в часах о. Кирила вважалися школами для дорослих і були першими твердинями ухристиянення суспільного життя. Для пароха читальня була особливим місцем праці. Тут священик в інший спосіб і іншими середниками провадив людей до Бога.
Отець Селецький піклувався рівно ж і про матеріальне становище своїх парафіян. Допомагав найубогішим у селі. В 1895 р. з ініціативи о. Кирила в Жужелю повстало Товариство Івана Милостивого. Члени того Товариства зобов'язалися уділяти матеріальну поміч вдовам, сиротам і опущеним на території свого села. В Цеблові завдяки успішній співпраці о. Селецького і місцевого вчителя Івана Геруса були засновані такі інституції як молочарня, малопроцентна позичкова каса Райффензена. Отець щиро цікавився сиротами і уможливлював їм гідне життя та навчання. Мав звичку говорити до бідних: Не плач, віддайся на Божу волю, а якщо тобі чогось бракує, скажи мені, я тобі допоможу.
Отець тісно співпрацював із польським графом Станіславом Потоцьким (1837—1884), з котрим заприязнився, будучи в Мількові на капелянії. Родина Потоцьких мала своє господарство і двір в Олешицях. Вони разом боролися проти пияцтва і темноти села, старалися впровадити здорову і на релігії збудовану освіту. Разом закладали заробкові і ремісничі товариства. У своєму щоденнику графиня Анна Потоцька писала про отця Кирила Селецького як про ревного душпастиря, талановитого письменника і вважала його великим приятелем своєї сім'ї.
О. Кирило високо цінував монаше життя і багато разів висловлювався на цю тему.
Щоб допомогти селянам, котрі в сезоні польових праць були додатково обтяжені опікою над маленькими дітьми, о. Кирило зайнявся заснуванням захоронок. З ініціативи о. Кирила Селецького 19 листопада 1893 р., у Жужелі, повстала перша в Галичині українська захоронка. Тим самим отець започаткував працю над християнською відновою українського суспільства; бачачи матеріальну і моральну убогість сільського населення, опущених і занедбаних дітей, хотів зарадити тій сумній ситуації. Захоронки ставали носіями християнського і народного виховання.
Як згадує о. Теодор Вергун, духовна влада довго не доцінювала працю о. Кирила Селецького, але настав час коли і він удостоївся різного роду відзначення.
Письмом з дня 14/ХІ 1890 р. ч. 4696 єпископ Іван Ступницький за ревне виповнення душпастирських обов'язків і в нагороду за заслуги в церковній діяльності надав йому крилошанські відзнаки.
Митрополит Сильвестр Сембратович письмом з д. 21/9 1891 р. ч. 742 іменував отця Селецького членом ІІІ наукової комісії Провінційного Синоду. До тієї комісії належав також Слуга Божий о. Ісидор Дольницький, довголітній духівник Львівської семінарії.
Єпископ Юліан Пелеш іменував о. Кирила Селецького цензором книг релігійного змісту.
Від 18/Х 1897 р. був містодеканом белзьким, а 23 травня 1900 р. став дійсним деканом. Від 1898 року о. Кирило ординаторський комісар до шкіл белзького деканату, комісаром до сервітутових справ став у 1901 році. Неодноразово діставав похвальні грамоти від свого єпархіального єпископа.
Дня 30/3 1905 р. папа Пій Х іменував о. Селецького почесним шамбеляном.
Дня 8 серпня 1910 року о. Кирило Селецький отримав звання Папський Камергер та найвище цісарське відзначення — Лицарський хрест Ордена Франца Йосифа.
На запрошення о. А. K. Стояна, відомого священика католицької церкви в Моравії, 2 і 3 серпня 1892 р. о. Кирило як один із найперших серед українського духовенства взяв участь в урочистій Велеградській Академії. Велеград — центр католицизму в Моравії. (Від 1863 р. організовувались у Велеграді церковні торжества присвячені святим Кирилу і Методію. Від 1906 р. там відбувались екуменічні конгреси, в котрих брав участь Митрополит Андрей Шептицький). Під час засідань о. Кирило Селецький представляв зібраним богословам та науковцям історію руського народу, церкви та напрямки розвитку освіти та культури в Галичині. Свої враження з цієї поїздки отець Кирило описав на сторінках часопису Посланник. В 1906 році о. Селецький брав участь у першій загально — українській прощі греко-католицьких вірних до Святої Землі. Маючи 71 літ, був найстаршим паломником серед прочан.
Останніх десять років присвятив виключно новозаснованому в Цеблові Згромадженню сестер св. Йосифа Обручника Пречистої Діви Марії.
У 1910 р. отець святкував золотий ювілей священства.
В одному з листів до митрополита Андрея Шептицького знаходимо такі слова о. Кирила: «В послідніх часах багатьма титулами мя почтено. Откровенно кажучи, же наймиліший титул для мене єсть, коли парохіянин скаже „отче духовний“ або тільки „отче“. В тим то титулі заключається чим я єсьм для душ пастві моїй повірених, а чим они для мене мають бути». Блаженний Йосафат Коциловський, єпископ Перемиської Єпархії, в листі з нагоди 25-ї річниці від дня смерті о. Кирила написав, що отець був даром Божим для цілої єпархії. Був священиком ангельської доброти і простоти, мужем Божого Духа, взірцем святого християнського життя.

## Беатифікаційна процедура
Урочисте відкриття беатифікаційного процесу Слуги Божого отця Кирила Селецького відбулося 11 липня 2009 року у Сокалі на Львівщині в катедральному храмі святих апостолів Петра і Павла. Архієрейську Святу Літургію очолив правлячий архієрей Сокальсько-Жовківської єпархії УГКЦ владика Михаїл Колтун, у співслужінні з Високопреосвященним владикою Ігорем Возьняком, архієпископом Львівським. Після Божественної Архієрейської Літургії була розпочата I-ша сесія трибуналу.

## Вшанування пам'яті
10 грудня 2015 року, за ініціативи голови Українського Шляхетського Товариства Івана Матковського в рідному селі Підбуж Дрогобицького району вшановано пам'ять отця Кирила Селецького та на приміщенні школи встановлено меморіальну дошку.